# إسحاق أبيلا
إسحاق أبيلا هو فيزيائي كندي، ولد في 20 يونيو 1934 في تورونتو في كندا، وتوفي في 23 أكتوبر 2016.